# Chris Herrmann
Christopher Herrmann (né le 24 novembre 1987 à Tomball, Texas, États-Unis) est un receveur et voltigeur des Ligues majeures de baseball.

## Carrière
Chris Herrmann est un choix de dixième ronde des Orioles de Baltimore en 2008 mais ne signe pas avec le club et rejoint les Hurricanes de l'Université de Miami. En 2009, il est repêché au sixième tour de sélection par les Twins du Minnesota.
Herrmann, un receveur, fait ses débuts dans le baseball majeur avec Minnesota le 16 septembre 2012.
Herrman frappe 6 circuits, produit 33 points et frappe dans une faible moyenne au bâton de ,181 en 142 matchs joués pour les Twins de 2012 à 2015. Le 10 novembre 2015, il est envoyé aux Diamondbacks de l'Arizona contre Daniel Palka, un joueur de premier but.